# Jakob Vestergaard

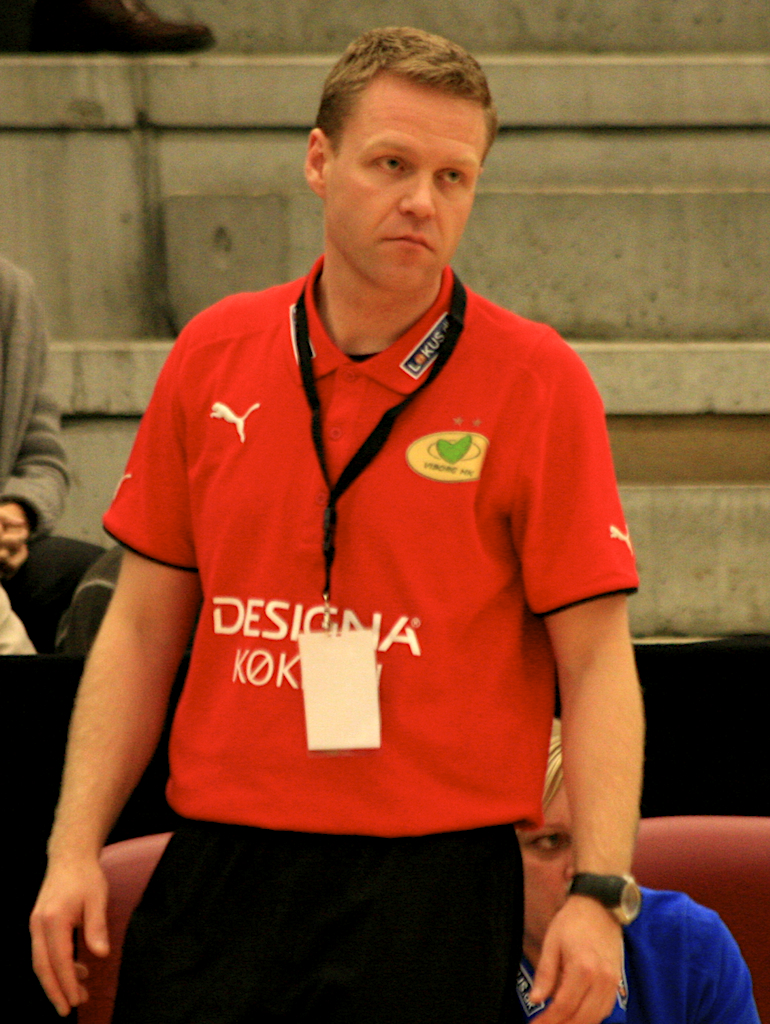
Jakob Vestergaard im Mai 2009

Jakob Vestergaard (* 3. Januar 1975) ist ein dänischer Handballtrainer.

## Werdegang
Vestergaard sammelte Trainererfahrung im Jugendbereich von Viborg HK. Nachdem er für eineinhalb Jahre beim dänischen Erstligisten Ikast-Bording EH als Co-Trainer tätig gewesen war, kehrte er im Dezember 2006 wieder nach Viborg zurück und wurde Co-Trainer der Erstligamannschaft. Seine internationale Trainerkarriere begann 2006, als er Trainer der australischen Frauen-Nationalmannschaft wurde. Im Sommer 2008 übernahm Vestergaard den Trainerposten der Frauenmannschaft von Viborg HK. Im Sommer 2011 wechselte er zu Aalborg Håndbold, und wurde im September 2011 nach einem misslungenen Saisonstart entlassen. Im März 2012 wurde er bis zum Saisonende 2011/12 von FC Midtjylland Håndbold als Co-Trainer unter Vertrag genommen. Von 2012 bis 2013 trainierte er dann die Frauenmannschaft von CS Oltchim Râmnicu Vâlcea in Rumänien. Von Juli 2014 bis Februar 2015 war Vestergaard technischer Direktor des rumänischen Vereins CSM Bukarest.
Ab dem 16. März 2015 war Vestergaard Bundestrainer der deutschen Frauen-Nationalmannschaft als Nachfolger seines Landsmanns Heine Jensen, dessen Vertrag am 7. Januar 2015 nach dem elften Platz bei der Europameisterschaft 2014 rückwirkend zum 31. Dezember 2014 aufgelöst worden war. Am 28. März 2016 gaben Vestergaard und der Deutsche Handballbund bekannt, dass der ursprünglich bis Ende 2017 laufende Vertrag einvernehmlich aufgelöst wird. Ab dem Sommer 2016 bis zum November 2016 trainierte er den Verein CSM Bukarest. Im Sommer 2018 übernahm er in Dänemark die Männermannschaft von Randers HH. Im September 2018 wechselte er zum dänischen Frauen-Erstligisten Viborg HK. In der Saison 2023/24 stand er beim deutschen Bundesligisten SG BBM Bietigheim unter Vertrag. Im Sommer 2024 schloss sie sich mit der Profimannschaft der SG BBM Bietigheim dem Verein HB Ludwigsburg an. Nach der Saison 2024/25 wechselte er zum dänischen Erstligisten Odense Håndbold.

## Erfolge
Mit Viborg HK gewann Vestergaard 2009 und 2010 die EHF Champions League. Mit CS Oltchim Râmnicu Vâlcea erreichte er 2013 das Halbfinale in der Königsklasse des europäischen Frauenhandballs. Mit Viborg HK wurde er jeweils viermal dänischer Meister und Pokalsieger.